# Stephen Pearson
Stephen Pearson (* 2. Oktober 1982 in Lanark) ist ein ehemaliger schottischer Fußballspieler.

## Karriere
Bis 2004 spielte Pearson beim FC Motherwell. Bei Motherwell absolvierte der Schotte 80 Ligaspiele und erzielte zwölf Tore. Von 2004 bis 2006 spielte er für Celtic Glasgow (56 Spiele, 6 Tore), wo er 2006 Schottischer Fußballmeister und Ligapokalsieger sowie 2005 Schottischer Pokalsieger wurde. Im Januar 2007 wechselte er zu Derby County und stieg mit dem Klub auf Anhieb in die Premier League auf. Am 28. März 2008 schloss er sich für eine kurze Leihphase bis zum Ende der Saison 2007/08 Stoke City an. 
Am 4. November 2011 wechselte er auf Leihbasis zu Bristol City. Nach seiner Vertragsauflösung in Derby, unterschrieb er am 6. Januar 2012 einen Vertrag in Bristol.

## Erfolge
- Aufstieg in die Premier League 2007 mit Derby County
- Gewinn der schottischen Liga mit Celtic Glasgow 2006
- Wahl zu Schottlands Jugendspieler des Jahres 2004
- Schottischer Ligapokalsieger 2006
- Schottischer Pokalsieger 2005